# Eddie Anthony
Edward Anthony (1890-1934) est un musicien américain spécialisé dans le country blues et le jazz, se distinguant par son talent au violon.

## Carrière
Son approche musicale, en collaborant étroitement avec Peg Leg Howell, met en lumière l'unicité de la musique des ensembles à cordes afro-américains, un phénomène qui s'est estompé avec l'émergence de l'enregistrement des guitaristes de blues. Durant les années 1920 et le début des années 1930, Anthony a été un partenaire musical constant de Howell,. Il a aussi enregistré "Georgia Crawl" avec Henry Williams, une adaptation de la chanson originellement écrite par Spencer Williams, "Georgia Grind", et "Lonesome Blues" en 1928.
Anthony est décédé à Atlanta, en Géorgie, aux États-Unis, en 1934.